# Надаши, Янош

Титульный лист сочинения Я. Надаши «COR AMORIS DEI. Sive Amor Magister Cordium Cum Dei corde concordium». (Любовь Мастера…) 1675 г.

Янош (Иоан) Надаши (венг. János (Joannes) Nadasi; 1614—3 марта 1670) — венгерский историк, иезуит, богослов, духовник императора Священной Римской империи Фердинанда III и императрицы Элеоноры Младшей. Доктор философии и теологии.
Считается одним из величайших иезуитских прозаиков Центральной Европы XVII века.

## Биография
В 14-летнем возрасте вступил в орден иезуитов, но из-за своего низкого роста был исключён, бежал под покровительство францисканцев.В 1633 году окончил учёбу в Граце и восстановился в ордене иезуитов. Позже изучал богословие в Риме, где принял монашество и получил степень доктора философии и теологии, а затем вернулся на родину.
Преподавал в Граце, руководил Венским духовным колледжем.
Автор около шестидесяти морализаторских и медитативных сочинений.
Кроме богословских сочинений написал: «Annus dierum illustrium Soc. Jesu» (Рим, 1657), «Reges Hungariæ a S. Stéphano usque ad Ferdinandum» (Пресбург, 1637), «Vita s. Emerici» (1644), «Heroes et victimae Soc. Jesu» (1658) и др.